# Holger Danske
Holger Danske (dal nome di un eroe nazionale danese), fu un gruppo di resistenza danese agli occupanti tedeschi durante la seconda guerra mondiale.

## Storia
Le imprese di due capi dello Holger Danske vennero narrate nel film del 2008 ed ambientato nel 1943-1944 Flammen og Citronen (la fiamma e il limone, tradotto in Italia come L'ombra del nemico), dal nome di battaglia dei due, Bent Faurschou-Hviid e  Jørgen Haagen Schmith, che moriranno entrambi verso la fine della guerra. Faurschou-Hviid era detto Flammen, fiamma, per il colore dei suoi capelli, che in un secondo tempo tinse per rendersi meno riconoscibile, e si suicidò col cianuro durante una irruzione tedesca in una casa dove contrariamente al solito, si trovava senz'armi; a lui vengono attribuite 22 uccisioni di tedeschi . Schmith venne detto Citronen (limone) dopo un suo riuscito sabotaggio in un garage della Citroën in cui distrusse sei auto ed un carro armato tedeschi.
Holger Danske venne colpito due volte dalle infiltrazioni della Gestapo che portarono complessivamente all'arresto e alla fucilazione di 64 membri del gruppo, ma essendo i collegamenti al suo interno relativamente labili rispetto ad altri gruppi gli arrestati non poterono rivelare che un numero limitato di identità dei compagni.
Una consistente parte della popolazione supportò il movimento di resistenza, nonostante la posizione ufficiale di resistenza passiva del governo; molti medici fornirono cure mediche ai partigiani, ed alcuni parteciparono anche in modo attivo ad Holger Danske, come il dottor Jorgen Kieler, offrendo aiuto logistico verso gli ebrei danesi quando iniziò il tentativo di deportazione da parte tedesca.
Fra le imprese del gruppo, il giorno dopo la nascita della principessa Benedetta di Danimarca, membri del gruppo effettuarono un saluto militare di 21 bombe nel parco pubblico di Ørstedsparken nel centro di Copenaghen come riferimento al tradizionale 21 colpi di cannone eseguiti dall'esercito e dalla marina danese in occasione delle nascite reali.
Con il rifornimento di armi da parte britannica il gruppo fu in grado di organizzare vari attentati, tra cui la distruzione nel 1943 della Forum Arena di Copenaghen, che avrebbe dovuto ospitare truppe tedesche, ad opera del capo di Holger Danske, Tom Syndergaard,. Altra azione degna di nota fu la distruzione della fabbrica Burmeister & Wain, produttrice di motori e impegnata nella cantieristica navale, nel 1944.
Tra i caduti della Holger Danske vi furono anche la fotografa Lone Maslocha e suo marito con cui si era sposata appena due giorni prima, alla vigilia di Capodanno 1944, uccisi dalla Gestapo.

## Filmografia
Sebbene L'ombra del nemico sia stato accolto dal successo di pubblico in Danimarca, sono state mosse critiche all'aderenza della trama alla realtà.